# Collin Sexton
Pour les articles homonymes, voir Collin et Sexton.
Collin Darnell Sexton, né le 4 janvier 1999 à Marietta en Géorgie, est un joueur américain de basket-ball évoluant au poste de meneur voire d'arrière et mesurant 1,84 m. 
Il est choisi en 8e position par les Cavaliers de Cleveland lors de la draft 2018 de la NBA.

## Biographie

### Carrière universitaire
Le 25 novembre 2017, lors d’un match contre l’Université du Minnesota, alors que son équipe est menée de 7 points à 12 minutes de la fin du match, l’intégralité des joueurs sur le banc de touche d’Alabama est exclue. Dans les deux minutes suivantes, un joueur de plus est exclu pour un trop grande nombre de fautes, puis un autre se blesse. Alabama est alors mené de 11 points et doit finir le match à 3 contre 5. Sexton et ses 2 coéquipiers vont réussir à revenir à 3 points de Minnesota à 1 minute de la fin du match mais s’inclineront 89-84. Sexton finit le match avec 40 points, 6 rebonds et 5 passes décisives.
Après une saison universitaire avec Alabama qui se conclut par une élimination au deuxième tour du Championnat NCAA, il se présente à la draft 2018 de la NBA.

### Carrière professionnelle

#### Cavaliers de Cleveland (2018-2022)
Le 21 juin 2018, il est choisi en 8e position par les Cavaliers de Cleveland lors de la draft 2018 de la NBA. Il est le joueur d'Alabama sélectionné le plus haut à un draft NBA depuis Antonio McDyess en 1995.
Le 4 juillet 2018, il signe son premier contrat avec les Cavaliers. Le 6 juillet 2018, Sexton fait ses débuts en NBA Summer League, il marque 15 points et prend 7 rebonds. Le 17 octobre 2018, Sexton fait ses débuts en NBA, en étant remplaçant, et marque neuf points et prend trois rebonds dans la défaite 104 à 116 chez les Raptors de Toronto. Durant la période du 8 au 22 mars, il devient le premier rookie à marquer 23 points ou plus durant sept matches consécutifs depuis Tim Duncan en 1998, mais aussi le seul rookie dans l'histoire de la franchise à marquer au moins 23 points sur sept matches consécutifs.
Le 29 octobre 2019, les Cavaliers activent leur option d'équipe sur le contrat de Sexton et le prolongent jusqu'en 2021.
Le 10 novembre 2019, il bat son record de points en carrière avec 31 points contre les Knicks de New York. En février 2020, il participe au Rising Stars Challenge 2020 en remplacement de Tyler Herro.
Le 4 mars 2020, il bat son record de points avec 41 points contre les Celtics de Boston.
Le 21 janvier 2021, il bat son record de points en carrière avec 42 points inscrits lors de la victoire 147-135 de son équipe contre les Nets de Brooklyn.
En novembre 2021, Sexton se déchire un ménisque du genou gauche. Opéré, il manque le reste de la saison.

#### Jazz de l'Utah (2022-2025)
Début septembre 2022, il est transféré vers le Jazz de l'Utah avec Lauri Markkanen, Ochai Agbaji et trois premiers tours de draft contre Donovan Mitchell.

#### Hornets de Charlotte (depuis 2025)
Il est envoyé en direction des Hornets de Charlotte à l'été 2025, en échange de Jusuf Nurkić.

## Statistiques

### Universitaires
| Saison    | Équipe  | Matchs | Titul. | Min./m | % Tir | % 3pts | % LF | Rbds/m. | Pass/m. | Int/m. | Ctr/m. | Pts/m. |
| --------- | ------- | ------ | ------ | ------ | ----- | ------ | ---- | ------- | ------- | ------ | ------ | ------ |
| 2017-2018 | Alabama | 33     | 32     | 29,9   | 44,7  | 33,6   | 77,8 | 3,76    | 3,61    | 0,85   | 0,09   | 19,15  |
| Total     | Total   | 33     | 32     | 29,9   | 44,7  | 33,6   | 77,8 | 3,76    | 3,61    | 0,85   | 0,09   | 19,15  |

### Professionnelles

#### Saison régulière NBA
| Saison    | Équipe    | Matchs | Titul. | Min./m | % Tir | % 3pts | % LF | Rbds/m. | Pass/m. | Int/m. | Ctr/m. | Pts/m. |
| --------- | --------- | ------ | ------ | ------ | ----- | ------ | ---- | ------- | ------- | ------ | ------ | ------ |
| 2018-2019 | Cleveland | 82     | 72     | 31,8   | 43,1  | 40,2   | 83,9 | 2,88    | 2,96    | 0,54   | 0,07   | 16,72  |
| 2019-2020 | Cleveland | 65     | 65     | 33,0   | 47,2  | 38,0   | 84,6 | 3,14    | 2,95    | 1,00   | 0,11   | 20,75  |
| 2020-2021 | Cleveland | 60     | 60     | 35,3   | 47,5  | 37,1   | 81,5 | 3,12    | 4,37    | 1,03   | 0,17   | 24,33  |
| 2021-2022 | Cleveland | 11     | 11     | 28,7   | 45,0  | 24,4   | 74,4 | 3,30    | 2,10    | 0,90   | 0,00   | 16,00  |
| 2022-2023 | Utah      | 48     | 15     | 23,9   | 50,6  | 39,3   | 81,9 | 2,20    | 2,90    | 0,60   | 0,10   | 14,30  |
| 2023-2024 | Utah      | 78     | 51     | 26,6   | 48,7  | 39,4   | 85,9 | 2,60    | 4,90    | 0,80   | 0,20   | 18,70  |
| 2024-2025 | Utah      | 63     | 61     | 27,9   | 48,0  | 40,6   | 86,5 | 2,70    | 4,20    | 0,70   | 0,10   | 18,40  |
| Total     | Total     | 407    | 335    | 29,9   | 47,0  | 38,7   | 83,8 | 2,80    | 3,70    | 0,80   | 0,10   | 18,80  |

Mise à jour le 29 juin 2025

## Records sur une rencontre en NBA
Les records personnels de Collin Sexton en NBA sont les suivants, :
| Type de statistique        | Saison régulière | Saison régulière          | Saison régulière |
| Type de statistique        | Record           | Adversaire                | Date             |
| -------------------------- | ---------------- | ------------------------- | ---------------- |
| Points                     | 42               | Nets de Brooklyn          | 20 janvier 2021  |
| Paniers marqués            | 17               | Celtics de Boston         | 4 mars 2020      |
| Paniers tentés             | 30               | Celtics de Boston         | 4 mars 2020      |
| Paniers à 3 points réussis | 6                | 2 fois                    | 2 fois           |
| Paniers à 3 points tentés  | 11               | Nets de Brooklyn          | 20 janvier 2021  |
| Lancers francs réussis     | 13               | Celtics de Boston         | 12 mai 2021      |
| Lancers francs tentés      | 16               | Celtics de Boston         | 12 mai 2021      |
| Rebonds offensifs          | 4                | 3 fois                    | 3 fois           |
| Rebonds défensifs          | 9                | @ Thunder d'Oklahoma City | 28 novembre 2018 |
| Rebonds totaux             | 10               | @ Thunder d'Oklahoma City | 28 novembre 2018 |
| Passes décisives           | 13               | 2 fois                    | 2 fois           |
| Interceptions              | 3                | 14 fois                   | 14 fois          |
| Contres                    | 2                | 3 fois                    | 3 fois           |
| Balles perdues             | 8                | Wizards de Washington     | 30 avril 2021    |
| Minutes jouées             | 45               | @ Pistons de Détroit      | 26 décembre 2020 |

- Double-double : 9
- Triple-double : 0

Dernière mise à jour : 10 mars 2025

## Vie privée
Sexton est né à Marietta en Géorgie et a grandi à Mableton en Géorgie avec sa mère et son père, Gia et Darnell Sexton, et a un frère, Jordan Sexton.